# Anjani
Анджа́ни Томас (родилась 10 июля 1959 года) — американская автор-исполнитель и пианистка, известная своими работами с певцом и автором песен Леонардом Коэном, а также Карлом Андерсоном, Фрэнком Гамбейлом и Стэнли Кларком. С 2000 года работает сольно.

## Биография
Анджани родилась в Гонолулу, Гавайи, где обучалась игре на гитаре, фортепиано и вокалу. Затем она училась в музыкальном колледже Беркли в течение года после чего переехала в Нью-Йорк, чтобы продолжать музыкальную карьеру. Анджани выступала в джаз-клубах, где встретилась с продюсером Джоном Лиссауэром, который нанял ее в качестве бэк-вокалистки для исполнения известной в дальнейшем песни Леонарда Коэна «Аллилуйя» с альбома Various Positions . В 1985 году Анджани отправилась в тур с Коэном в качестве его клавишника и бэк-вокалиста, и с тех пор регулярно работает с ним, например, в альбомах « I’m Your Man»,«The Future», « Dear Heather» и «Old Ideas».
Анджани начала сольную карьеру с альбомом Anjani в 2000 году, после чего в 2001 году последовала ода The Sacred Names — об арамейских, греческих и еврейских именах Бога. В 2006 году Коэн предоставил тексты и был продюсером для музыки и аранжировок Анджани в альбоме Blue Alert, выпущенном на Columbia Records. Песня «Blue Alert» была использована в рекламном ролике Old Navy в 2007.
В 2011 году Анджани начала работать над продолжением Blue Alert, и снова в сотрудничестве с Леонардом Коэном. Новый альбом I Came To Love был выпущен только в электронном виде в июле 2014 года.

## Дискография
- Anjani (Little Fountain Music, 2000)
- The Sacred Names (Little Fountain Music, 2003)
- Blue Alert (Columbia Records, 2006)
- I Came to Love (2014)